# Зальзаль
Мансу́р Зальза́ль аль-Дари́б, также Залзал (англ. Zalzal; прозвище аль-Дариб – «игрец») (ум. 791, Багдад) — арабский музыкант, прославившийся как выдающийся исполнитель на уде и реформатор традиционной арабской музыки.

## Очерк жизни и творчества
Биографические данные о Зальзале чрезвычайно скудны. Возможно, он был невольником набатейского происхождения. В Багдаде учился арабской классической музыке у Ибрагима аль-Мавсили (742–804), затем работал (там же) при дворе Аббасидов.
Зальзаль прославился как искусный исполнитель на уде и как реформатор традиционной инструментальной музыки. Для этого в конструкцию уда он ввёл лад, на котором можно к основанию интервала построить особую по звучанию терцию, получившую (начиная с аль-Фараби, X век) название «зальзалевой», с числовым отношением 27:22 (354,5 цента). В европейской теории музыки такую терцию часто называют «нейтральной», поскольку она меньше привычной европейскому слуху большой терции (в чистом строе 5:4), но больше малой терции (6:5). В арабской традиционной музыке (макаме) Зальзалева терция сохраняла своё значение (наряду с пифагорейским дитоном 81:64 и другими разновидностями терций) на протяжении веков. Тетрахорд, в который входит Зальзалева терция, является самостоятельным видом диатоники (его строение описывается как 9:8|12:11|88:81), поэтому такую терцию нельзя рассматривать как альтерацию некой «базовой» диатонической ступени.
Высокую оценку исполнительскому мастерству Зальзаля дал его ученик Исхак аль-Мавсили (767–850). Нейтральная терция поныне используется в макаме раст, в европейской 5-линейной нотации она изображается полубемолем (см. примеры на портале Maqam World).